# Chiesa di Sant'Antonio Abate (Paluello, Stra)
La chiesa di Sant'Antonio Abate è la parrocchiale di Paluello, frazione di Stra (VE); fa parte del vicariato di Vigonovo nell'ambito della diocesi di Padova.

## Storia

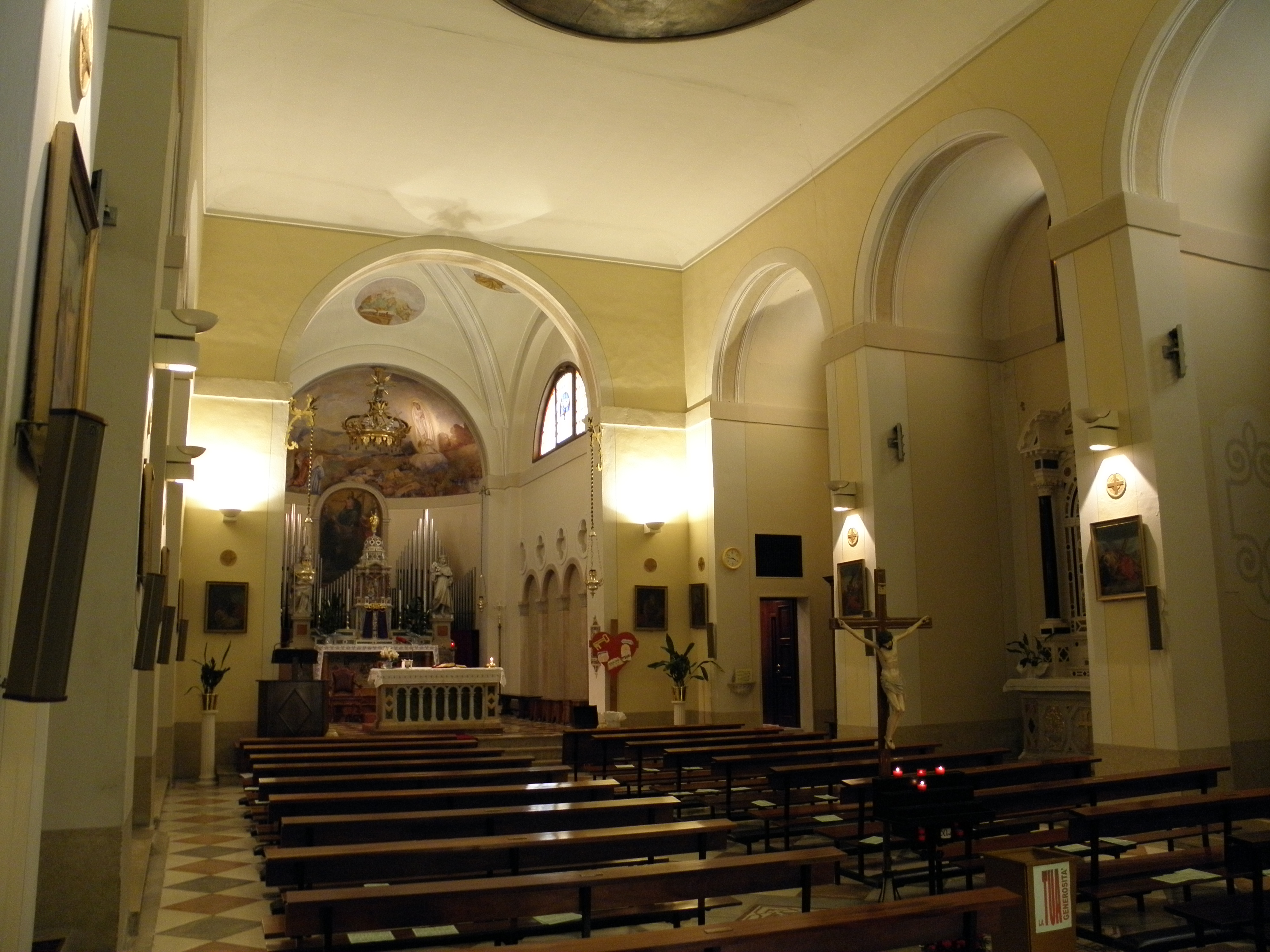
L'interno della parrocchiale

La prima citazione di una chiesa a Paluello si trova nella decima papale del 1297: questa chiesa dipendeva dalla pieve di Sambruson. 
Durante la visita pastorale del 1489, il vescovo Pietro Barozzi annotò che il tetto dell'edificio era appena stato rifatto e, nella visita del 1572, il vescovo Nicolò Ormanetto trovò che la chiesa disponeva di tre altari, del campanile, del cimitero e di un'umile canonica. 
L'attuale parrocchiale fu costruita nel 1579 e consacrata nel 1742. Nel XX secolo la navata fu prolungata, il presbiterio ed il coro riedificati e il campanile soprelevato. 
Alla fine del Novecento la facciata e la torre campanaria sono state oggetto di un intervento di restauro.

## Interno
Opere di pregio custodite all'interno della chiesa di Paluello sono una pala dell'altare laterale raffigurante san Gorgonio con i santi Luigi Gonzaga, Giuseppe, Rocco e Antonio di Padova e un grande dipinto che orna il soffitto, opera eseguita nel 1722 per volere di tale Bernardo Scotti.